# Minimalna baktericidna koncentracija
Minimalna baktericidna koncentracija (MBC) je najniža koncentracija antibakterijskog agensa koja je neophodna da bi se usmrtila data bakterijska vrsta. Ona se može odrediti iz merenja minimalne inhibitorne koncentracije (MIC) putem kultivacije na agarskim pločama koje ne sadrže testirani agens. MBC se određuje nalaženjem najniže koncentracije antibakterijskog agensa koja redukuje održivost inicijalne bakterijske inokulacije za ≥99,9%. Antibakterijski agensi se obično smatraju baktericidnim ako MBC vrednost nije više od četiri puta veća od MIC vrednosti. Potrebno je napomenuti da MBC test koristi jedinice formiranja kolonije kao meru bakterijske održivosti. To znači da test može da bude nepouzdan ako antibakterijski agens uzrokuje agregaciju bakterijskih ćelija. Primeri antibakterijskih agenasa koji imaju to svojstro obuhvataju jedinjenja biljnog porekla, poput flavonoida i peptida.